# Anton Retschek
Anton Retschek (* 8. April 1885 in Hunin, Österreich-Ungarn; † 18. Juli 1950 in Wien) war ein österreichischer Diplomat.

## Leben
Anton Retschek war ein Sohn des Forstmeisters Anton Retschek und der Etelka Kolenyi. Er studierte an der Konsularakademie Wien und wurde 1909 Konsularattaché in Rio de Janeiro. Von 1923 bis 1925 leitete Anton Retschek die Auskunftsstelle des Wanderungsamtes, um anschließend seinen Posten als Gesandter in der neugeschaffenen Österreichischen Gesandtschaft in Rio de Janeiro anzutreten. Er wurde 1925 zum Ministerresident und Generalkonsul in Rio de Janeiro und war bei den Regierungen von Argentinien, Brasilien und Uruguay akkreditiert. Von 1927 bis 1932 sowie von 1933 bis 1938 war er bei den Regierungen in Santiago de Chile akkreditiert. Nach dem Anschluss Österreichs war er Repräsentant des Free Austrian Movement (FAM), sowie des Comité de Proteçäo dos Interesses Austriacos no Brasil (Komitee zum Schutz der österreichischen Interessen in Brasilien). Einer seiner Mitarbeiter wurde Rudolf Aladár Métall. Dieses Comité war die einzige von der Vargas-Regierung anerkannte politische Bewegung während des Zweiten Weltkrieges. Es wurde 1943 vor allem durch Retscheks Initiative gegründet. Von 1947 bis 1949 war er erneut Botschafter in Rio de Janeiro. Er wurde am Neustifter Friedhof bestattet. Das Grab ist bereits aufgelassen.